# Uharella seymourensis
Uharella seymourensis is een mosdiertjessoort uit de familie van de Brydonellidae. De wetenschappelijke naam van de soort is voor het eerst geldig gepubliceerd in 2008 door Taylor, Casadío & Gordon.